# Ferraria ferrariola
Ferraria ferrariola là một loài thực vật có hoa trong họ Diên vĩ. Loài này được (Jacq.) Willd. miêu tả khoa học đầu tiên năm 1800.